# جیزه
جیزه سومین شهر بزرگ کشور مصر است.
جیزه در استان جیزه قرار دارد و هرم آن یعنی هرم بزرگ جیزه شهرت جهانی دارد. هرم بزرگ جیزه در اصل همان هرم خوفو بزرگ‌ترین هرم از اهرام سه‌گانهٔ مصر است. ساخت این هرم در زمان حیات فرعون خوفو آغاز شد ولی مدتها بعد از مرگ او به پایان رسید. این هرم هم مانند هرمهای دیگر شامل مقبرهٔ شاه و ملکه به صورت مجزا است که البته بعد از اکتشاف هر دو خالی بوده‌اند. سطح زیر بنای هرم ۲۳۰ در ۲۳۰ متر مربع است و در بنای آن سنگهایی از یک تن تا چهل تن به کار رفته‌اند. گفته می‌شود که حدود ۱۰۰٬۰۰۰ کارگر برای ساختن این بنا، بیشتر از ۲۰ سال زحمت کشیده‌اند. 

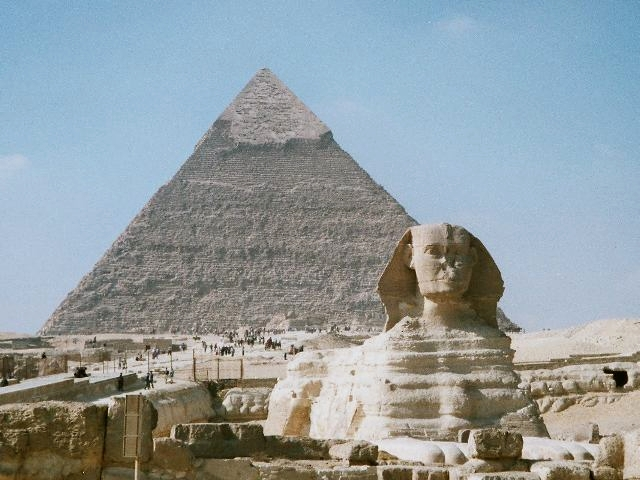
ابولهول و هرم بزرگ جیزه